# Herb Hajfy

Herb miasta Hajfa

Herb Hajfy – znak heraldyczny, symbolizujący miasto Hajfa w Izraelu. Przedstawia na tarczy nowoczesnego kroju francuskiego, obwiedzionej czerwono, dwudzielnej w krokiew: w polu (ciemno)błękitnym srebrny statek żaglowy na srebrnych falach. Nad krokwią w polu (jasno)błękitnym – czerwone łamacze fal z latarniami u wejścia do portu.
Nad tarczą błękitna korona murowa z czerwoną gałązką oliwną. Pod tarczą wstęga z nazwą miasta w alfabecie łacińskim, hebrajskim i arabskim.
Herb powstał w 1936 roku (autorka Esther Berlin – Yoˈel) potwierdzony został 16 kwietnia 1959 roku. Modyfikowany był w latach 60. XX wieku (korona murowa).
Herb ten zarejestrowany jest w College of Arms w Londynie, ponieważ powstał w  brytyjskim mandacie Palestyna.